# Maffeo Polo
Maffeo Polo   (Venècia, 1252 (Gregorià) - Venècia, 1309 (Gregorià)), també anomenat Matteo Polo, fou un comerciant i explorador venecià, oncle de Marco Polo
El 1260, Maffeo i el seu germà Niccolò residien a Constantinoble, i com que es preveia que es produiria un canvi polític, van liquidar els seus actius en joies i van marxar a veure món poc abans del naixement de Marco Polo. D'acord amb la narració dels viatges de Marco Polo, en el seu recorregut travessaren una gran part d'Àsia, i van arribar a reunir-se amb Khublai Khan. Mentrestant, la mare de Marco Polo va morir i ell va anar a viure amb una tia i un oncle que foren els responsables de criar-lo. Posteriorment Maffeo i Niccoló varen acompanyar Marco Polo en el seu primer viatge a l'Àsia.